# Георгиевка (Самарская область)
Георгиевка — село в Кинельском районе Самарской области России. Административный центр сельского поселения Георгиевка.

## География
Село находится в центральной части Самарской области, в пределах Высокого Заволжья, в степной зоне, на левом берегу реки Большой Кинель, вблизи места впадения в неё реки Сухая Речка, на расстоянии примерно 22 километров (по прямой) к северо-востоку от Кинеля, административного центра района. Абсолютная высота — 41 метр над уровнем моря.
Климат
Климат характеризуется как умеренно континентальный, с холодной малоснежной зимой, короткой весной, жарким и сухим летом и непродолжительной осенью. Среднегодовая температура воздуха — 3,8 °С. Средняя температура воздуха самого тёплого месяца (июля) — 28,4 °C (абсолютный максимум — 40 °C); самого холодного (января) — −14 °C (абсолютный минимум — −43 °C). Среднегодовое количество атмосферных осадков составляет 470 мм, из которых 290 мм выпадает в период с июня по октябрь. Снежный покров держится в течение 140—150 дней.
Часовой пояс
Село Георгиевка, как и вся Самарская область, находится в часовой зоне МСК+1. Смещение применяемого времени относительно UTC составляет +4:00.

## Население
| 2002 | 2010  | 2021  |
| ---- | ----- | ----- |
| 3666 | ↗3980 | ↘3858 |

Половой состав
По данным Всероссийской переписи населения 2020 года в гендерной структуре населения мужчины составляли 45.9%, женщины — соответственно 54.1%.
Национальный состав
Согласно результатам переписи 2002 года, в национальной структуре населения русские составляли 84 % из 3666 чел.